# راجر پرت (فیلم‌بردار)
راجر پرت (انگلیسی: Roger Pratt؛ زادهٔ ۲۷ فوریهٔ ۱۹۴۷ - درگذشتهٔ دسامبر ۲۰٢۴) فیلم‌بردار اهل بریتانیا .ود

## فیلم‌شناسی
- برزیل(۱۹۸۵)
- آرزوهای دوردست (۱۹۸۸)
- بتمن
- فیشر شاه (۱۹۹۱)
- فرانکنشتاین (۱۹۹۴)
- ۱۲ میمون (۱۹۹۵)
- انتقام‌جویان (فیلم ۱۹۹۸)
- پایان رابطه (۱۹۹۹)
- هری پاتر و تالار اسرار (۲۰۰۲)
- تروآ (فیلم) (۲۰۰۴)
- هری پاتر و جام آتش (۲۰۰۵)
- اینکهارت (۲۰۰۸)
- بچه کاراته کار (۲۰۱۰)

## جوایز و افتخارات
- نامزد جایزه اسکار بهترین فیلمبرداری بخاطر فیلم پایان رابطه